# 论出版自由
《论出版自由》，是1644年约翰·弥尔顿出版的一本反对审查制度的散文小册子。《论出版自由》是历史上捍卫言论自由書籍中最有影響力的一部著作。

## 出版

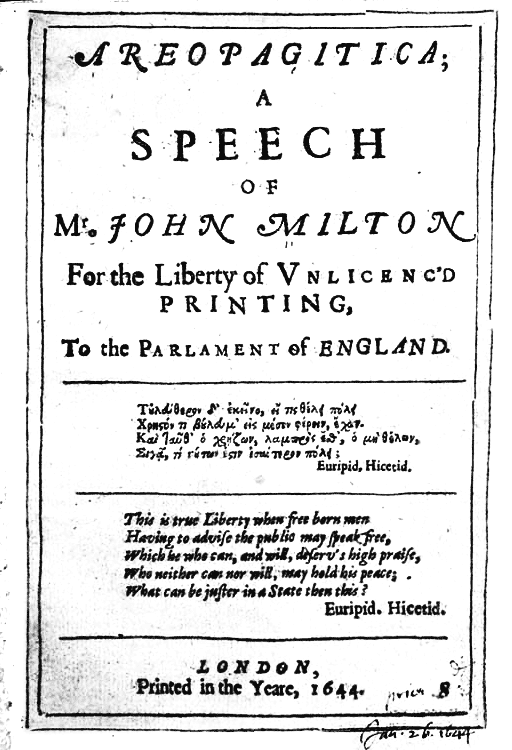
《论出版自由》1644年版第一页

本書於1644年11月23日出版（時值英國內戰戰事正酣之際）。約翰·彌爾頓以西元前五世紀的雅典演說家伊索克拉底曾發表的言論「Areopagitica」（阿留帕几底卡）來命名論出版自由（亞略巴古[Areopagus]是古代雅典境內的一座小山丘，是雅典最高法院的所在地，同時也是伊索克拉底一直希望能復興的古議會之名）。和伊索克拉底一樣，約翰·彌爾頓並不打算利用演說方式來發表他的言論，而是選擇使用出版小冊子的方式表達他對審查制度的不滿。